# Harkat-ul-Mujahideen

Flagge der Harkat-ul-Mujahideen

Die Harkat-ul-Mujahideen (auch Harakat-almujahideen, arabisch حركة المجاهدين, „Bewegung der Heiligen Kämpfer“) ist eine sunnitisch-islamistische Organisation, die das Ziel hat, das Kalifat wieder einzuführen. Die Harkat-ul-Mujahideen wurde 1970 in Saudi-Arabien gegründet. Sie verfügt Schätzungen zufolge über eine Anhängerschaft von 1000 bis 2000 bewaffneten Kämpfern, die im gesamten Nahen Osten, aber vor allem im Irak agieren. Die Organisation sympathisiert mit der al-Qaida und wird von Experten als eine Verlängerung der al-Qaida im Irak angesehen. In den USA ist Harkat-ul-Mujahideen als „Foreign Terrorist Organization“ aufgelistet.